# JP-7
JP-7 (Реактивна речовина 7, MIL-DTL-38219) — ракетне паливо, розроблене Військово-повітряними силами США для використання в надзвукових літаках завдяки його високій температурі спалаху та тепловій стійкості. Це паливо використовується в двигунах Pratt & Whitney J58, які стоять на літаках Lockheed SR-71 Blackbird. Тиск повітря при крейсерській швидкості Мах 3+ спричиняє дуже високу температуру поверхні, внаслідок чого виникає потреба в використанні такого особливого типу палива. Бен Річ в своїй книзі Skunk Works стверджує, що якщо кинути запалений сірник в відро з JP-7, то паливо не загориться а сірник згасне (хоча це можна сказати про будь-яке паливо з низьким випаровуванням, включаючи гас та дизельне паливо). 
JP-7 — це суміш, що складається переважно з вуглеводних, серед яких алкани, циклоалкани, алкілбензоли, індани/тетраліни, та нафталіни, з додаванням фтор вуглеводів для покращення мастильних якостей, окиснювальні домішки для покращення процесу горіння, та суміш що містить цезій, відому як А-50, яка додається для маскування радарної сигнатури вихідних газів.
Незвичність JP-7 полягає в тому, що це паливо не дистилюється, а виготовляється зі спеціальних змішаних компонентів, для досягнення дуже низької (<3%) концентрації таких високо летких речовин як бензол або толуол, та практично не містить домішок сірки, кисню та азоту. За військовою специфікацією воно відоме як MIL-DTL-38219. Воно має низький тиск насичених парів та високу стійкість до термічного окислення. Воно повинно бути придатним до використовування в широкому діапазоні температур, починаючи від майже температури замерзання на великій висоті, до високої температури самого літака та частин двигуна, які охолоджуються цим паливом. Його леткість повинна бути низькою, щоб запобігти його займанню при таких високих температурах.
Дуже низька леткість та відносне “небажання” JP-7 до займання вимагає впорскування триетилбору в двигун, для початку процесу горіння та роботи форсажної камери під час польоту.
Властивості :
- Температура розм’якшення - 30°C
- Температура кипіння (1 атм) – 282-288°C
- Щільність (за 15°C) 779-806 кг/м³
- Тиск насичених парів (за 300 °F (149 °C)) 155 мм рт. ст. (20,7 кПа)
- Точка займання 60 °C
- Корисне тепло горіння мін. 43.5 МДж/кг

Витяг з довідника по експлуатації SR-71:“Двигун JT11D-20 вимагає використання особливого палива. Це паливо є не тільки джерелом енергії, а також використовується в гідравлічній системі двигуна. Під час високих надзвукових швидкостей паливо також поглинає тепло багатьох деталей двигуна та літака, які б в іншому випадку  перегрівались, знаходячись під дією високих температур. Для цього необхідне паливо з високою тепловою стійкістю, яке не розкладеться на складові і не заб'є паливну систему. Високе люменометричне число (показник яскравості полум’я) необхідне для мінімізації передачі тепла на частини форсунок. Інші частини палива також важливі, наприклад вміст частки сірки. Сучасні палива, JP-7 (PWA 535) та PWA 523E, були розроблені відповідно до цих вимог.”